# Jordi Alba i Ramos
Jordi Alba i Ramos   (l'Hospitalet de Llobregat, 21 de març de 1989) és un futbolista professional català que juga com a lateral esquerre a l'Inter de Miami de la Major League Soccer. Sovint se'l considera un dels millors laterals esquerres de la seva generació.
Va començar la seva carrera al planter del FC Barcelona, però fou descartat per massa baixet. Va marxar a la UE Cornellà, i posteriorment al València CF. El 2012 fou novament fitxat pel FC Barcelona, club amb el qual ha guanyat diversos títols, incloses cinc lligues, quatre copes del Rei, i una Lliga de Campions de la UEFA.
És internacional amb la selecció catalana, i també amb l'espanyola. Alba va debutar amb la selecció espanyola absoluta el 2011, i formà part de l'equip que va guanyar l'Eurocopa 2012, i dels que van disputar el Mundial 2014, el Mundial 2018 i l'Eurocopa 2016.

## Carrera

### Inicis
Jordi Alba va començar a jugar al CF Atlético Centro Hospitalense abans de fitxar pel Barça. És per això que el camp de futbol d'aquest club duu el nom de Jordi Alba. Ha jugat al FC Barcelona en dues etapes. En la primera etapa, va formar part durant més de set anys de les categories inferiors del Barça, equip al qual va arribar en edat aleví, amb tot just 10 anys. Des d'aquell moment va jugar a l'aleví B i A, l'infantil B i A i dos anys al cadet B, equips on va coincidir, entre altres jugadors, amb Bojan Krkic, Fran Mérida i Dos Santos.
Després de formar-se a les categories inferiors del FC Barcelona durant set anys, va ser descartat en edat cadet a causa de la seva escassa alçada i en acabar la temporada 2005 va marxar del Barça per jugar a la UE Cornellà, on s'estaria durant dues temporades, fet que el va valer que la sala d'actes del Nou Estadi Municipal de Cornellà de Llobregat porti el seu nom.

### València CF
La següent temporada va ser fitxat pel València CF després de pagar una clàusula de 6.000 €. Al València en tan sols una temporada va passar al juvenil A. Es va consolidar al València CF Mestalla i va esdevenir la peça clau a l'ascens a Segona Divisió B i fins i tot va arribar a ser convocat convocat al primer equip i a la Selecció Espanyola sub 19.
La temporada 2008-2009 va ser cedit al Gimnàstic de Tarragona, on va aconseguir la titularitat després d'un inici dubtós, però arran de la bona temporada va ser convocat fins i tot per a la selecció espanyola sub 21. Allà jugaria més de 30 partits de Segona Divisió i després d'una temporada correcta va aconseguir ser convocat amb la selecció sub-21 per disputar la Copa Mundial de Futbol Sub-20 que se celebrava a Egipte. Aquest mateix estiu acaba la seva cessió i torna a València per fer la pretemporada. És a partir d'aquest moment quan passa a formar part de la primera plantilla de l'equip valencianista.
El 13 setembre 2009 debuta oficialment a la Lliga, davant el Reial Valladolid. Tot i ser fitxat com a lateral esquerre, en la seva etapa al València Jordi Alba ocupa moltes posicions i demostra la seva polivalència. Titular indiscutible, juga un total de 106 partits, 48 en la seva última temporada al Club.

#### Primer equip

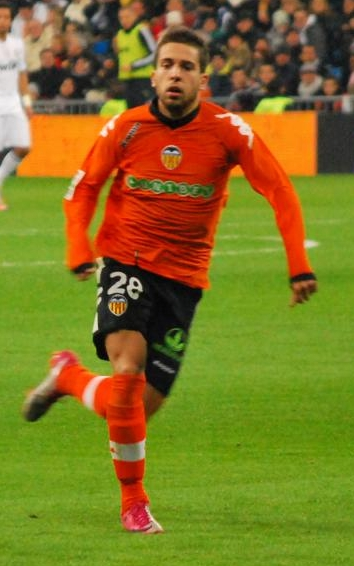
Alba, amb la samarreta del València CF.

Després d'una molt bona temporada a Tarragona torna al València CF i fa la pretemporada amb el primer equip. Aconsegueix convèncer Unai Emery i es converteix en jugador de la primera plantilla debutant oficialment a la Lliga el 13 de setembre de 2009 davant del Reial Valladolid. A pesar que normalment ocupa la posició d'extrem esquerre, va destacar com a lateral en aquella temporada a causa de les nombroses lesions dels jugadors del València. A conseqüència d'haver fet una gran temporada, aconsegueix entrar a l'onze JASP (jóvenes aunque sobradamente preparados) de la Lliga. El 30 de setembre de 2011 fou convocat per primera vegada a la selecció espanyola absoluta, i va debutar el dia 11 d'octubre contra Escòcia. Durant el 2012 va assolir la titularitat a la banda esquerra de la selecció, i també va ser titular durant el Campionat d'Europa de 2012.
El juliol del 2012 va ser convocat per la selecció espanyola de futbol per representar Espanya als Jocs Olímpics de Londres 2012, una competició en què el combinat espanyol va caure eliminat en la primera lligueta.

### FC Barcelona
Jordi Alba es converteix en nou jugador del Barça el 5 de juliol de 2012, després que el FC Barcelona i el València arriben a un acord per al seu traspàs. El de l'Hospitalet, que torna a Can Barça amb 23 anys, va ser el primer fitxatge de la temporada 2012/13.
La gran actuació del seu últim any com valencianista li va permetre ser convocat per primera vegada amb la selecció espanyola dirigida per Vicente del Bosque el 30 de setembre de 2011, i debuta l'11 d'octubre davant d'Escòcia. Posteriorment, Jordi Alba seria un dels escollits per disputar l'Eurocopa de Polònia i Ucraïna, on ocupa el lateral esquerre.
Les seves bones actuacions al València CF i la Selecció Espanyola li van permetre fitxar pel FC Barcelona al juny de 2012. El 5 de juliol de 2012 va ser presentat com a nou jugador blaugrana. i es converteix d'aquesta manera en el primer fitxatge de l'era Tito Vilanova.
Va debutar oficialment el 19 d'agost, i juga tot el partit contra la Reial Societat de la primera jornada de lliga (5-1).
El juny de 2015 va renovar el seu contracte amb el Barça fins al 2020, tot incrementant la seva clàusula de rescissió als 150 milions d'euros. El 6 de juny de 2015 formà part de l'equip titular del Barça que va guanyar la final de la Lliga de Campions 2015, a l'Estadi Olímpic de Berlín per 1 a 3, contra la Juventus de Torí. El 22 de maig de 2016, Alba va guanyar la segona Copa del Rei de la seva carrera, marcant al minut 97 de la final contra el Sevilla FC després d'una assistència de Lionel Messi, en un partit que acabà 2–0 a la pròrroga, a l'Estadi Vicente Calderón.
El març de 2019 va renovar el contracte amb el Barça fins al 2024, amb una clàusula de rescissió de 500 milions d'euros. Alba es va perdre el 50% dels partits de la temporada 2019-20, perdent-se 12 de 24 partits, a causa d'una lesió als isquiotibials i una lesió muscular.
El 3 de febrer de 2021 fou protagonista en la remuntada del Barça en partit de quarts de final de la Copa del Rei contra el Granada CF, quan va fer un doblet: marcà el gol de l'empat a 2 en el temps afegit, i posteriorment en la pròrroga va tancar el marcador de 3 a 5.
Alba va tenir la seva millor actuació a la temporada 2020-21 on va marcar 5 gols i 13 assistències en totes les competicions en guanyar la Copa del Rei amb el seu club.
El 9 d'agost del 2021, Jordi Alba va ser anunciat com el quart capità del Barcelona després que el capità Lionel Messi deixés el club abans de la temporada 2021-22.
El 24 de maig del 2023, es va anunciar que Alba deixaria el Barça en finalitzar la temporada 2022-23, després que el jugador i el club arribessin a un acord per rescindir el contracte un any abans del seu venciment.

### Inter de Miami
El 20 de juliol del 2023, l'Inter de Miami va anunciar el fitxatge d'Alba amb un contracte d'un any i mig, amb opció a un any més.

## Internacional

### Selecció catalana
El 3 de gener de 2013 va disputar amb la selecció catalana el Trofeu Catalunya Internacional 2012,  contra la selecció de Nigèria, un partit disputat a l'Estadi de Cornellà-El Prat, que va acabar en empat a 1.
El 30 de desembre de 2013 va disputar amb la selecció catalana el Trofeu Catalunya Internacional 2013, un partit contra la selecció de Cap Verd, un partit disputat a l'Estadi Olímpic Lluís Companys de Barcelona, que va acabar amb victòria de la selecció catalana per 4 gols a 1.

### Selecció espanyola
El 27 de maig de 2013, entrà a la llista de 26 preseleccionats per Vicente del Bosque per disputar la Copa Confederacions 2013, i posteriorment el 2 de juny, entrà a la llista definitiva de convocats per aquesta competició.
El 31 de maig de 2014 entrà a la llista de 23 seleccionats per Vicente del Bosque per participar en la Copa del Món de Futbol de 2014; aquesta serà la seva primera participació en un mundial. En cas que la selecció espanyola, la campiona del món del moment, guanyés novament el campionat, cada jugador cobraria una prima de 720.000 euros, la més alta de la història, 120.000 euros més que l'any anterior.
El 18 de juny de 2023 va jugar com a titular a la final de la Lliga de Nacions de la UEFA 2023 que Espanya va guanyar contra Croàcia per 5-4 als penals després d'un empat a 0 després de la pròrroga assolint així el seu primer títol de la Lliga de Nacions de la UEFA.

## Estadístiques

### Clubs
Actualitzat a l'últim partit disputat el 28 de maig de 2023.
| Club | Div.          | Temporada     | Lliga | Lliga | Lliga   | Copes nacionals (1) | Copes nacionals (1) | Copes nacionals (1) | Internacionals (2) | Internacionals (2) | Internacionals (2) | Total | Total | Total   |
| Club | Div.          | Temporada     | Part. | Gols  | Assist. | Part.               | Gols                | Assist.             | Part.              | Gols               | Assist.            | Part. | Gols  | Assist. |
| --- | ------------- | ------------- | ----- | ----- | ------- | ------------------- | ------------------- | ------------------- | ------------------ | ------------------ | ------------------ | ----- | ----- | ------- |
| Gimnàstic Catalunya | 2a            |               |       |       |         |                     |                     |                     |                    |                    |                    |       |       |         |
| Gimnàstic Catalunya | 2a            | 2008-09       | 35    | 4     | 0       | 1                   | 0                   | 0                   | —                  | —                  | —                  | 36    | 4     | 0       |
| Gimnàstic Catalunya | Total club    | Total club    | 35    | 4     | 0       | 1                   | 0                   | 0                   | 0                  | 0                  | 0                  | 36    | 4     | 0       |
| València CF València | 1a            | 2009-10       | 15    | 1     | 1       | 2                   | 0                   | 1                   | 9                  | 0                  | 0                  | 26    | 1     | 2       |
| València CF València | 1a            | 2010-11       | 27    | 2     | 0       | 4                   | 0                   | 0                   | 3                  | 0                  | 0                  | 34    | 2     | 0       |
| València CF València | 1a            | 2011-12       | 32    | 2     | 5       | 8                   | 0                   | 0                   | 10                 | 1                  | 1                  | 50    | 3     | 6       |
| València CF València | Total club    | Total club    | 74    | 5     | 6       | 14                  | 0                   | 1                   | 22                 | 1                  | 1                  | 110   | 6     | 8       |
| FC Barcelona Catalunya | 1a            | 2012-13       | 29    | 2     | 5       | 6                   | 1                   | 0                   | 9                  | 2                  | 0                  | 44    | 5     | 5       |
| FC Barcelona Catalunya | 1a            | 2013-14       | 15    | 0     | 2       | 7                   | 0                   | 0                   | 4                  | 0                  | 0                  | 26    | 0     | 2       |
| FC Barcelona Catalunya | 1a            | 2014-15       | 27    | 1     | 3       | 6                   | 1                   | 2                   | 11                 | 0                  | 2                  | 44    | 2     | 7       |
| FC Barcelona Catalunya | 1a            | 2015-16       | 31    | 0     | 6       | 3                   | 1                   | 0                   | 11                 | 0                  | 1                  | 45    | 1     | 7       |
| FC Barcelona Catalunya | 1a            | 2016-17       | 26    | 1     | 6       | 7                   | 0                   | 0                   | 6                  | 0                  | 0                  | 39    | 1     | 6       |
| FC Barcelona Catalunya | 1a            | 2017-18       | 33    | 2     | 8       | 7                   | 1                   | 3                   | 8                  | 0                  | 0                  | 48    | 3     | 11      |
| FC Barcelona Catalunya | 1a            | 2018-19       | 36    | 2     | 10      | 7                   | 0                   | 2                   | 11                 | 1                  | 5                  | 54    | 3     | 17      |
| FC Barcelona Catalunya | 1a            | 2019-20       | 27    | 2     | 5       | 4                   | 0                   | 1                   | 5                  | 0                  | 2                  | 36    | 2     | 8       |
| FC Barcelona Catalunya | 1a            | 2019-20       | 35    | 3     | 5       | 7                   | 2                   | 6                   | 7                  | 0                  | 2                  | 49    | 5     | 13      |
| FC Barcelona Catalunya | 1a            | 2021-22       | 30    | 2     | 10      | 3                   | 0                   | 1                   | 11                 | 1                  | 1                  | 44    | 3     | 12      |
| FC Barcelona Catalunya | 1a            | 2022-23       | 24    | 2     | 3       | 3                   | 0                   | 2                   | 3                  | 0                  | 1                  | 30    | 2     | 6       |
| FC Barcelona Catalunya | Total club    | Total club    | 313   | 17    | 63      | 60                  | 6                   | 17                  | 86                 | 4                  | 14                 | 459   | 27    | 94      |
| Inter de Miami Estats Units | 1a            | 2023          | 0     | 0     | 0       | 0                   | 0                   | 0                   | 0                  | 0                  | 0                  | 0     | 0     | 0       |
| Inter de Miami Estats Units | Total club    | Total club    | 0     | 0     | 0       | 0                   | 0                   | 0                   | 0                  | 0                  | 0                  | 0     | 0     | 0       |
| Total carrera | Total carrera | Total carrera | 422   | 26    | 69      | 75                  | 6                   | 18                  | 108                | 5                  | 15                 | 605   | 37    | 102     |
| (1) Inclou dades de Copa del Rei, Supercopa d'Espanya.(2) Inclou dades de Lliga Europa de la UEFA, Lliga de Campions de la UEFA, Mundial de Clubs.Font: Transfermarkt, BDFutbol, Soccerway |               |               |       |       |         |                     |                     |                     |                    |                    |                    |       |       |         |

### Selecció
Actualitzat a l'últim partit disputat el 5 de setembre de 2019.
| Sub-19 Espanya | 2008          | -  | - | - | 3  | 1 | 0 | -  | - | - | 3  | 1 | 0  |
| Sub-19 Espanya | Total sel.    | 0  | 0 | 0 | 3  | 1 | 0 | 0  | 0 | 0 | 3  | 1 | 0  |
| Sub-20 Espanya | 2009          | 2  | 0 | 0 | -  | - | - | 3  | 0 | 0 | 5  | 0 | 0  |
| Sub-20 Espanya | Total sel.    | 2  | 0 | 0 | 0  | 0 | 0 | 3  | 0 | 0 | 5  | 0 | 0  |
| Sub-21 Espanya | 2008          | 1  | 0 | 0 | -  | - | - | -  | - | - | 1  | 0 | 0  |
| Sub-21 Espanya | 2009          | -  | - | - | 1  | 0 | 0 | -  | - | - | 1  | 0 | 0  |
| Sub-21 Espanya | 2010          | -  | - | - | 0  | 0 | 0 | -  | - | - | 0  | 0 | 0  |
| Sub-21 Espanya | 2011          | 1  | 0 | 0 | -  | - | - | -  | - | - | 1  | 0 | 0  |
| Sub-21 Espanya | Total sel.    | 2  | 0 | 0 | 1  | 0 | 0 | 0  | 0 | 0 | 3  | 0 | 0  |
| Olímpica Espanya | 2012          | -  | - | - | -  | - | - | 3  | 0 | 0 | 3  | 0 | 0  |
| Olímpica Espanya | Total sel.    | 0  | 0 | 0 | 0  | 0 | 0 | 3  | 0 | 0 | 3  | 0 | 0  |
| Absoluta Espanya | 2011          | 1  | 0 | 0 | 1  | 0 | 1 | -  | - | - | 2  | 0 | 1  |
| Absoluta Espanya | 2012          | 4  | 0 | 1 | 6  | 1 | 1 | 3  | 1 | 0 | 13 | 2 | 2  |
| Absoluta Espanya | 2013          | 3  | 0 | 0 | -  | - | - | 6  | 3 | 0 | 9  | 3 | 0  |
| Absoluta Espanya | 2014          | 2  | 0 | 0 | 4  | 0 | 2 | 3  | 0 | 0 | 9  | 0 | 2  |
| Absoluta Espanya | 2015          | 1  | 0 | 0 | 5  | 1 | 1 | -  | - | - | 6  | 1 | 1  |
| Absoluta Espanya | 2016          | 5  | 0 | 0 | 4  | 0 | 1 | 2  | 0 | 0 | 11 | 0 | 1  |
| Absoluta Espanya | 2017          | 4  | 2 | 1 | -  | - | - | 4  | 0 | 2 | 8  | 2 | 3  |
| Absoluta Espanya | 2018          | 4  | 0 | 0 | 1  | 0 | 0 | 4  | 0 | 0 | 9  | 0 | 0  |
| Absoluta Espanya | 2019          | -  | - | - | 3  | 0 | 2 | -  | - | - | 3  | 0 | 2  |
| Absoluta Espanya | Total sel.    | 24 | 2 | 2 | 24 | 2 | 8 | 22 | 4 | 2 | 70 | 8 | 12 |
| Total carrera | Total carrera | 28 | 2 | 2 | 28 | 3 | 8 | 28 | 4 | 2 | 84 | 9 | 12 |
| (1) Inclou dades de l'Eurocopa sub-19, classificació europea i Lliga de Nacions.(2) Inclou dades del Mundial sub-20, Jocs Olímpics, Copa Confederacions i classificació mundialista.Font: Transfermarkt, BDFutbol |               |    |   |   |    |   |   |    |   |   |    |   |    |

## Palmarès

### FC Barcelona
- 1 Campionat del Món de Clubs de futbol 2015[41]
- 1 Lliga de Campions: 2014-15[42]
- 1 Supercopa d'Europa: 2015[43]
- 6 Lligues espanyoles: 2012-13,[44] 2014-15,[45] 2015-16,[46] 2017-18,[47] 2018-19 i 2022-23[48]
- 5 Copes del Rei: 2014-15,[49] 2015-16[50] 2016-17,[51] 2017-18,[52] 2020–21[53]
- 4 Supercopes d'Espanya: 2013,[54] 2016[55] i 2018[56] i 2023[57]

### Inter de Miami
- 1 Leagues Cup: 2023[58]
- 1 Supporters' Shield: 2024[59]

### Selecció espanyola
- 1 Eurocopa: 2012
- 1 Lliga de les Nacions de la UEFA: 2022-23[60]
- Equip Ideal de l'Eurocopa 2012